# France Info (телеканал)
France Info (стилизовано — franceinfo:) — французский общественный информационный телеканал, созданный медиа-группами Radio France, France Télévisions, France Media World и Национальным институтом аудиовизуальной информации (INA).
Начал вещание 31 августа 2016 года в приложении и на сайте, а цифровое и кабельное вещание началось 1 сентября 2016. С 1 февраля 2021 года временно перешёл на вещание в SD-формате, чтобы позволить новому каналу France Télévisions Culturebox вещать в HD до конца пандемии COVID-19.

## История

### Первый проект (2001)
В 2001 году правительство Лионеля Жоспена обратилось к France Télévisions с просьбой создать сеть государственных телевизионных каналов, чтобы создать конкуренцию существующим TF1 и M6. Телерадиокомпания предложила три новых канала: Информационный France 1, посвящённый регионам France 4 и France 6, транслирующий программы France 3 и France 2. Однако, новое правительство Жан-Пьера Раффарена пересмотрело предложение в целях экономии бюджетных средств. По итогам, запущен был только France 4, отказавшись от запуска информационного канала.

### Создание и запуск (2015-2016)
Президент France Télévisions Дельфина Эрнотт инициировала создание проекта нового информационного телеканала в августе 2015 года.
11 июля 2016 года было объявлено, что запуск "France Info" произойдёт 1 сентября. Редакция была в рекордные сроки, что вызвало обеспокоенность у журналистов одноимённой радиостанции, поскольку информация опубликованная на сайте, радио и телевидении могла противоречить друг другу. В своём заявлении, обращённому к руководству, 59 радиожурналистов приводили в пример инцидент, когда телеканал сообщил недостоверную информация о якобы захвате заложников в Париже.
После заявления, радиостанция обеспечивает контроль над информацией, которая транслируется по телевидению через специальный чат в мессенджере WhatsApp.

## Оформление

Логотип телеканала с 2016 года

Впервые логотип был представлен 11 июля 2016 года. По данным газеты "Le Canard enchaîné" стоимость логотипа составила 500.000 евро.

## Редакция
На телеканале работает 200 сотрудников, а также 3000 журналистов, распределённых по редакциям France Télévisions и Radio France.

## Оценки и скандалы
По словам эксперта по СМИ Филиппа Ноучи, рынок телевидения переполнен и не все информационные каналы смогут выжить, "France Info" может дестабилизировать бизнес-модель конкурентов и поставить под угрозу существование LCI, принадлежащий медиа-группе TF1.
После появления "France Info", другие новостные телеканалы были вынуждены реорганизоваться: itéle стал CNews, а LCI изменил сетку вещания.
В начале марта 2019 года были вскрыты факты сексуальных домогательств в "France Info". После внутреннего расследования, был уволен журналист и два редактора веб-сайта.